# وداد قعوار
وداد قعوار واسمها عند الولادة وداد جليل زند (1931 – ) هي باحثة فلسطينية مسيحية، ولدت في مدينة طولكرم الفلسطينية، وهي مؤرخة، ومصممة، ومختصة تراث، وكاتبة. تلقب بـ «أم التراث الفلسطيني»، وقد حصلت عام 2012 على جائزة الأمير كلاوس الهولندية والتي تعد من أرفع الجوائز العالمية.

## نشأتها وحياتها
ولدت وداد قعوار في مدينة طولكرم بالضفة الغربية، عام 1931، وهي ابنة عائلة مسيحية من إحدى العائلات المسيحية في مدينة طولكرم. تلقت تعليمها الابتدائي والإعدادي في مدارس مدينتها طولكرم، كما تلقت تعليمها الثانوي في إحدى مدارس بيت لحم ورام الله.
في بداية حياتها، انضمت كعضوة في إحدى الجمعيات النسوية المسيحية في مدينة طولكرم. حصلت عام 1955 على شهادة البكالوريوس في التاريخ وعلم الاجتماع من كلية الآداب في الجامعة الأمريكية في العاصمة بيروت، ثم التحقت بعد ذلك بدراسة الماجستير في ذات الجامعة.
تعد وداد قعوار أحد المراجع الرئيسية للتراث الفلسطيني والأردني لاسيما في الملابس والأقمشة والحلي والحرف اليدوية، تنقلاتها بين فلسطين والأردن ولبنان طوال سنين شكلت من شخصيتها، وهي صاحبة أكبر مجموعة تراثية، وتُلقب بلقب «أم التراث الفلسطيني» ولقب «أم اللباس الفلسطيني».
جمعت وداد قعوار على مدى 60 عامًا ماضية ما يقارب 3000 زي وحلي من التراث لكل من فلسطين، والأردن، وسوريا، والعراق، والسعودية، والإمارات، واليمن، وغيرها من الدول.
تقول وداد بأن «التراث مهم في الوقت الحاضر أكثر من أي وقت لأنه هوية، والهوية بحاجة إلى ان تتم المحافظة عليها، وكل العوامل الآن تعمل ضد التراث والهوية وخاصة الهوية العربية»، وتضيف «إن أهم نقطة هي أن الحفاظ على التراث صعب وبحاجة إلى وقت ومجهود وصدق وأمانة، وليس لدى الجيل الجديد وقت لهذا. يجب على المسؤولين أن يعوا هذا حتى يستطيع الجيل الجديد أن يحافظ عليه وأن يستفيد منه».

## الحياة الشخصية
وداد متزوجة من مهندس الجيولوجيا «كامل قعوار»، ولها ابن وهو «أمين قعوار»، وثلاثة بنات وهم «زينة قعوار»، و«ريما قعوار»، والدكتورة «ماري قعوار» والتي شغلت منصب وزيرة التخطيط والتعاون الدولي الأردني خلال الفترة (14 يونيو 2018- 7 نوفمبر 2019).

## مؤلفاتها
ألفت وداد قعوار كتبًا عديدة، منها:
- كتاب «غرزة الفلاحي التقليدية»، والصادر عام 1992، ألمانيا.[19]
- كتاب «التطريز الفلسطيني»، من توزيع المؤسسة العربية للدراسات والنشر.[20]
- كتاب «خيوط الهوية»، والذي صدر باللغة الإنجليزية عام 2010 عن دار رمال للنشر.[21]
- كتاب «من الخيطان الذهبية إلى الجدران الاسمنتية»، 2005، عمان، الأردن.[22]
- كتاب «ألفا سنة من الألوان»، 1991، آرهوس، الدنمارك.[23]
- كتاب «أثواب لونتها الشمس»، 1982، طوكيو، اليابان.[24]
- كتاب «أربع معارض في ألمانيا»، ألمانيا.[25]
- كتاب «الغزل والحياكة في البادية»، سويسرا.[26]
- كتاب «من أجلك يا قدس»، أبو ظبي، الإمارات العربية المتحدة.[27]
- كتاب «من التراث العربي»، الرياض، السعودية.[26]
- كتاب «كي لا ننسى»، بيروت، لبنان.[28]
- كتاب «ذاكرة الحرير»، 1988، باريس، فرنسا.[29]
- كتاب «كنز الغرزات».[30]
- كتاب «كنوز الثقافة الأردنية»، 2001.
- كتاب «الأزياء الوطنية الأردنية»، ليفربول، إنجلترا.
- كتاب «كلام الأزياء»، واشنطن، الولايات المتحدة الأمريكية.
- كتاب «النسيج في الأردن»، 1981، عمان، الأردن.[31]
- كتاب «الثوب العالمي والأزياء في وسط وجنوب غرب آسيا»، 2010.
- كتاب «أزياء وعادات الزفاف»، 1984.
- كتاب «الروعة والغموض»، 1987، ميونخ، ألمانيا.
- كتاب «الحياكة في الأردن».[31]
- كتاب «المحافظة على التراث الفلسطيني».[32]

## جوائز وأوسمة
حصلت وداد قعوار على مجموعة من التكريمات والجوائز والأوسمة، من أبرزها:
- وسام مهرجان جرش، عام 1986.[33]

- وسام السياحة الأردني، عام 1992، لدورها في تنظيم معرض إشبيلية العالمي.[33]

- وسام الملك حسين، عام 1993.[33]

- جائزة الأمير كلاوس العالمية، عام 2012، وقد تسلمتها بتاريخ 4 فبراير 2013 من السفير الهولندي في عمان خلال احتفال رسمي.[4][6]

- جائزة التراث من حكومة الشارقة، عام 2014.[33]

- وسام الرئيس محمود عباس من درجة الإنجاز،[34] حيث قلدها إياه الرئيس الفلسطيني محمود عباس في عمان بتاريخ 28 مايو 2022، بحضور عدد من أعضاء القيادة الفلسطينية،[35] وذلك «تقديرًا لدورها الرائد في الحفاظ على التراث الفلسطيني وفن التطريز الفلسطيني، وتعليمه للأجيال القادمة، والكتابة عنه، وتعميمه، وجمع الأثواب الفلسطينية وعرضها في دول العالم».[36]

## متحف بيت وداد قعوار للتراث
أنشأت وداد قعوار متحفًا للتراث والثوب الفلسطيني والعربي في العاصمة الأردنية عمّان، وعرف المتحف باسم «بيت وداد قعوار».

## وصلات خارجية
- صورة: الرئيس الفلسطيني محمود عباس خلال تقليده وداد قعوار بـ «وسام الرئيس محمود عباس» بتاريخ 28 مايو 2022.
- الملكة رانيا العبد الله ووداد قعوار تفتتحان معرضًا للطراز بتاريخ 18 نوفمبر 2015 على يوتيوب.
- وداد قعوار على موقع IMDb (الإنجليزية)
- وداد قعوار على موقع المكتبة المفتوحة (الإنجليزية)